# Lista de espaçonaves de Star Wars
A seguir está uma lista de naves estelares, cruzadores, navios de guerra e outras espaçonaves dos filmes, livros e videogames de Star Wars.

## Nave espacial aparecendo na trilogia original

### Estrela da Morte
A Estrela da Morte é a estação de batalha do Império que pode destruir planetas. Ele aparece em toda a franquia Star Wars, particularmente na trilogia original.

### Executor(Super Star Destroyer)
O Executor serve como carro-chefe pessoal de Darth Vader durante os eventos de O Império Contra Ataca , liderando o Esquadrão da Morte contra a Aliança Rebelde em Hoth e em busca do Millennium Falcon . Ele aparece novamente em O Retorno dos Jedi onde, durante a batalha espacial final, é destruído depois que uma asa Rebel A bate na ponte de comando, fazendo com que o Executor perca o controle e seja destruído quando a gravidade da segunda Estrela da Morte puxa o carro-chefe em sua superfície.
Para O Império Contra-Ataca, George Lucas queria que o Executor fosse tão grande que fizesse os Destruidores Estelares anteriores parecerem minúsculos. Um modelo de seis pés do Executor foi construído com mais de 150.000 luzes individuais nele. De acordo com o fabricante-chefe de modelos Lorne Peterson, o navio foi originalmente dimensionado para parecer com 16 milhas de comprimento, embora fontes posteriores tenham corrigido este número.
De acordo com fontes de Star Wars no universo, o Executor era a nave principal de uma nova classe de Star Dreadnoughts; o termo "Super Star Destroyer" é um coloquialismo aplicado a qualquer nave maior do que um Imperial Star Destroyer padrão. Aos 19,000 m (62,000 ft) comprimento, o navio eriça-se com milhares de turbolasers, canhões de íons, lançadores de mísseis e feixes de trator. Da mesma forma, transporta mais de mil navios, incluindo TIE Fighters .

### Home One(cruzador Mon Calamari)
Home One fez sua aparição teatral em O Retorno dos Jedi como a nau capitânia do Almirante Ackbar durante a Batalha de Endor . O design do modelo, assim como o de outros cruzadores Mon Calamari que aparecerão no filme, foi um esforço colaborativo entre George Lucas, Nilo Rodis-Jamero e Joe Johnston . A aparência mais orgânica dos cruzadores contrastava fortemente com o design dos navios do Império, e comparada pelo supervisor de efeitos especiais Ken Ralston a "um desenho de Moebius".
O material de fundo identifica o Home One como um MC80A Star Cruiser, uma classe de nave originalmente construída pelos Mon Calamari para exploração do espaço profundo, mas adaptada para a guerra. Por servir como centro de comando e controle do almirante Ackbar, também é conhecido como fragata do quartel-general. O maior e mais avançado navio de capital da frota da Aliança Rebelde, o Home One tem 1,300 m (4,300 ft) comprimento e possui extenso armamento com 29 baterias turbolaser, 36 baterias de canhão de íons e seis projetores de raio trator . Vinte hangares permitem que o Home One funcione como um transportador para esquadrões de caças estelares e outras naves. Algumas seções do Home One também são preenchidas com água para reproduzir o ambiente natural do mundo natal dos Mon Calamari.

### Embarcação de desembarque imperial (embarcação de desembarque da classeSentinel)
As embarcações de desembarque imperiais (ou embarcações de desembarque da classe Sentinel ) foram projetadas para o lançamento da Edição Especial do Episódio IV de Star Wars: Uma Nova Esperança e criadas inteiramente com CGI . No entanto, eles apareceram pela primeira vez em produtos da campanha multimídia Star Wars: Shadows of the Empire. De acordo com fontes do universo, a missão principal para naves da classe Sentinel é implantar forças militares imperiais da órbita em um planeta, embora possa ser usado para outras missões, incluindo reconhecimento de curto alcance, transporte de carga e apoio aéreo aproximado . Fortemente blindados e equipados com poderosos escudos defletores, os landers imperiais carregam oito canhões laser, dois lançadores de mísseis de concussão, dois canhões blaster e uma torre de canhão de íons. Como transporte de tropas, pode transportar 54 stormtroopers para a batalha ou transportar veículos através de um pod de carga instalado em sua parte inferior.

### Ônibus imperial (ônibus de classeLambda)
As lançadeiras Lambda- classe T4a apareceram pela primeira vez em Star Wars: Episódio VI - O Retorno dos Jedi, e mais tarde foram adicionadas ao lançamento da Edição Especial de O Império Contra Ataca . Joe Johnston, Ralph McQuarrie e Nilo Rodis-Jamero pegaram emprestados elementos do skyhopper projetado para A New Hope ao refinar a aparência do ônibus espacial. As versões anteriores eram quadradas, parecidas com barcos ou tinham componentes parecidos com os do caça TIE. Os criadores de modelos da Industrial Light and Magic fizeram dois modelos de tiro, embora as versões CGI tenham sido usadas para a aparência da edição especial da nave em The Empire Strikes Back . A nave da classe Theta em Revenge of the Sith foi projetada para aparecer como uma predecessora da classe Lambda. Uma nave da classe Lambda faz uma aparição especial durante a sequência de atracação da nave de Inara Serra em " Serenity ", o episódio piloto de Firefly de Joss Whedon .
De acordo com o material de referência, os ônibus espaciais da classe Lambda são uma das embarcações mais comuns na Marinha Imperial e podem ser configurados para uma série de funções, incluindo transporte de carga, transporte de tropas ou correio diplomático. É um transporte pessoal popular para oficiais imperiais de alto escalão, pois seu armamento, casco reforçado e proteção defletor permitem que ele viaje com segurança, mesmo sem escolta. O ônibus espacial é impulsionado por dois motores iônicos, enquanto um hiperdrive permite viagens de longa distância. Aos 20 m (66 ft) comprimento, o ônibus pode transportar até 20 passageiros na configuração padrão ou até 80 toneladas métricas (176.370 libras) de carga. Uma tripulação de dois a seis pilota o ônibus espacial em uma cabine dianteira, que em uma emergência pode se desprender do corpo principal do veículo; nem todos os 20 passageiros podem caber na cabine, então o pessoal mais graduado tem prioridade para escapar. Para armamento, o lançador de classe Lambda está equipado com dois canhões blaster duplos Taim & Bak KX5 nas asas dobráveis, dois canhões laser duplos Taim & Bak GA-60s montados na frente e um canhão blaster duplo retrátil ArMek R-Z0 montado na parte traseira .

### Destruidor Estelar Imperial
Os Destroyers Estelares são as naves de assalto do Império Galáctico. Muito parecido com os navios de assalto da República, os dois têm cascos, pontes, motores e muitas outras peças semelhantes. Eles aparecem em uma variedade de formas em toda a franquia Star Wars. O Devastador, um Dreadnought da classe Executor, foi destruído durante a Batalha de Jakku.

### Millennium Falcon(cargueiro leve YT-1300)
O Millennium Falcon é um cargueiro leve YT-1300F altamente modificado, comandado pelo contrabandista Han Solo ( Harrison Ford ) e seu primeiro imediato Wookiee, Chewbacca ( Peter Mayhew ).
O cargueiro leve Corelliano YT-1300, fabricado pela Corellian Engineering Corpoação de Engenharia Coreliana, era essencialmente uma "empilhadeira" gigante projetada para rebocar navios porta-contêineres gigantes. Como um dos projetos de maior sucesso da história, o apelo da embarcação não é seu equipamento básico, mas sua capacidade modular de suportar uma quantidade extraordinária de modificações e alterações. Mas a desvantagem é que o cockpit sendo colocado do lado direito torna extremamente difícil pilotá-lo corretamente. Sua popularidade entre os capitães de cargueiros de toda a galáxia garantiu a operação comercial na galáxia durante os dias finais da República Galáctica e o reinado do Império Galáctico.

### Fragata Médica Rebelde (fragata Nebulon-B)
Luke Skywalker ( Mark Hamill ) recebe uma prótese de mão a bordo da Redemption, uma fragata de escolta Nebulon-B modificada, na conclusão de Star Wars: Episódio V - O Império Contra-Ataca . Uma fragata médica Nebulon-B faz parte da frota da Aliança Rebelde na Batalha de Endor no Retorno dos Jedi . O material do Universo Expandido afirma que fragatas Nebulon-B relativamente acessíveis, que são eficazes no combate a caças estelares, são usadas pela Rebelião e pelo Império Galáctico . As fragatas aparecem em vários títulos da LucasArts, incluindo a série de simuladores de vôo X-Wing, o jogo de estratégia em tempo real Empire at War e Star Wars: Battlefront, bem como os episódios 'Zero Hour' e 'Secret Cargo' de Star Wars Rebels .
Nilo Rodis-Jamero e Joe Johnston da Industrial Light & Magic criaram a fragata tarde durante o trabalho em The Empire Strikes Back, com o design seguindo uma sugestão de George Lucas de que fosse baseado em um motor de popa . O modelo foi produzido em um curto espaço de tempo com acesso financeiro limitado; foi construído principalmente a partir de componentes que sobraram de exercícios de kitbashing anteriores, incluindo cascos de navios de guerra e peças de artilharia. O modelo resultante tinha 247 cm (97 in) comprimento, 99 cm (39 in) altura e incluía uma "janela" onde uma foto da cena na baía médica poderia ser inserida para filmagem.
Após a conclusão das filmagens, Lucas decidiu revisitar o final do filme para estabelecer melhor as localizações finais dos personagens, exigindo a construção de uma seção da fragata que correspondesse à escala de 2 ft (0.61 m) Modelo Millennium Falcon. O modelo foi inicialmente referido como o starcruiser Rebel Rebel ou cruiser, mas durante as filmagens de O Retorno de Jedi, foi rebatizado Fragata Médica Rebelde depois do nome do cruzador foi usado para os cruzadores Mon Calamari .
De acordo com fontes dentro do universo, a fragata de escolta EF76 Nebulon-B é um projeto versátil que pode ser modificado para cumprir uma variedade de funções diferentes, de reconhecimento de longo alcance a missões de busca e resgate. Quando totalmente armado, o 300 m (980 ft) comprimento está equipada com doze turbolasers, doze canhões de laser e um par de projetores de raio trator e pode transportar um esquadrão completo de caças estelares. O projeto é mais famoso por servir como fragatas médicas, com instalações hospitalares de serviço completo e capacidade para 700 pacientes.

### Transporte rebelde (transporte médio GR-75)
Os transportes médios GR-75 são uma classe de navios que apareceu pela primeira vez em The Empire Strikes Back durante a evacuação da Base Echo em Hoth, e fez aparições em outras mídias. Apenas 90 m (300 ft) comprimento, esses navios são descritos em fontes de Star Wars como amplamente consistindo de um casco externo espesso com seu interior totalmente aberto para pods de carga modulares. Estes são mantidos no lugar por um escudo magnético e permitem o transporte para acomodar 19,000 metric tons (42,000,000 lb) de carga. Baratos e fáceis de manter, esses transportes são equipados apenas com quatro canhões de laser gêmeos e escudos defletores mínimos, embora alguns sejam adaptados para combate.

### Slave I (Firespray 31)
Slave 1 é a nave usada pelo caçador de recompensas Boba Fett ( Jeremy Bulloch ) em O Império Contra Ataca e The Mandalorian (em que Boba é interpretado por Temuera Morrison ), e por seu pai Jango Fett (também interpretado por Morrison) no Ataque do Clones . Dizem que o design do navio lembra a forma de um poste de luz . No entanto, a verdadeira inspiração para o formato do navio foi um prato de radar, de acordo com Nilo Rodis-Jamero, o assistente de direção de arte e criador de efeitos visuais em The Empire Strikes Back . Rodis-Jamero criou o design inicial depois de ver as idéias de Joe Johnston para o Boba Fett, e afirma que "o design original que eu tinha era redondo, mas quando você olhava de lado, tornou-se elíptico. . . George [Lucas] achou que era elíptico, então foi assim que se tornou. " Ele prossegue dizendo que “[ao] construir o navio na ILM, alguém olhou para os postes de luz e observou que se pareciam com o navio de Boba. Assim, todos começaram a pensar que foi daí que tirei a ideia do design. " Sua aparência no lançamento original de O Império Contra Ataca foi realizada por uma combinação de pinturas mate e uma 69 cm (27 in) modelo.
De acordo com o material de referência do universo, o Slave I é uma nave de patrulha modificada da classe Firespray produzida pela Kuat Systems Engineering. Única em design, a classe Firespray tem um conjunto de motor distinto no qual o navio repousa quando pousa, mas quando em vôo o navio gira 90 graus para que a cabine montada no topo fique voltada para a frente. A gravidade artificial da nave se reorienta de forma semelhante, dependendo do modo de vôo, enquanto as aletas estabilizadoras rotativas em ambos os lados carregam repulsores para auxiliar no pouso. A classe viu apenas uma produção limitada, já que era considerada muito armada para uso civil, muito fraca para a frota doméstica de Kuat e muito confiável para o negócio de manutenção pós-venda. Jango Fett escolheu a embarcação por, entre outras razões, sua aparência anônima, mas a modificou fortemente com armamento adicional, quartos de tripulação expandidos e gabinetes de prisioneiros mais seguros (e menos humanos).
Depois de herdar o Slave I de seu pai, Boba Fett fez modificações adicionais na embarcação. Isso inclui um dispositivo militar secreto (e roubado) de bloqueio e mascaramento de sensores que permite que a nave desapareça da maioria dos sistemas de sensores, imobilizando beliches para até seis prisioneiros e ainda mais armamento. Os armamentos incluem 2 canhões blaster giratórios gêmeos Borstel GN-40 , 2 lançadores de mísseis de concussão Dymek HM-8 , um canhão de íons Brugiss C / In, um projetor de raio trator Phylon F1 e 2 lançadores de torpedo de prótons Arakyd AA / SL.  

### Tantive IV(Rebel Blockade Runner)
O Tantive IV, identificado no material de origem como uma corveta CR90 Corellian, aparece pela primeira vez na cena de abertura do Star Wars original: Episódio IV - Uma Nova Esperança, comandado pela Princesa Leia ( Carrie Fisher ) enquanto ela foge da perseguição de Darth Vader ( David Prowse / James Earl Jones ) a bordo de seu Imperial Star Destroyer . Seu pai adotivo, Bail Organa ( Jimmy Smits ), é visto usando um recipiente semelhante durante o filme anterior, Revenge of the Sith, identificado no material de origem como o modelo CR70 Tantive III . As corvetas Corellian, também conhecidas como Furadores de Bloquei Rebeldes por seu poderoso motor e capacidade de ultrapassar os navios da alfândega, são fabricadas pela Corporação de Engenharia Coreliana.

## Nave espacial aparecendo na trilogia prequela

### Fragata do Clã Bancário (Fragata Estelar da classeMunificente)
Também conhecidas como fragatas separatistas, essas embarcações fizeram sua aparição teatral em Star Wars: Episódio III - A Vingança dos Sith e aparecem na mídia relacionada às Guerras Clônicas. O design dessas e de outras naves Separatistas foi feito especificamente para reverter a iconografia visual da trilogia Star Wars original, fazendo com que as naves "mocinhos" fossem triangulares e as naves "vilões" fossem mais suaves e orgânicas. Os projetos não utilizados de Joe Johnston de navios rebeldes de Retorno dos  Jedi foram usados como inspiração pelos artistas conceituais de A Vingança dos Sith na criação da fragata do Clã Bancário e outras embarcações.
De acordo com o material do universo, essas Fragatas Estelares da classe Munificent foram construídas pela Hoersch-Kessel Drive Inc. em nome do Clã Bancário InterGaláctico para a causa Separatista. Formando a maior parte da frota Separatista durante a guerra, essas fragatas preencheram o papel duplo de naves de combate e comunicação, usando antenas poderosas para coordenar as ações da frota utilizando hiper-ondas mais rápidas do que a luz para se comunicar em qualquer lugar dentro da galáxia ou bloquear sensores e comunicações inimigas.
Fontes oficiais dão o comprimento de 825 m (2,707 ft), uma largura de 426 m (1,398 ft) e altura de 243 m (797 ft) . No entanto, eles requerem apenas uma pequena tripulação de 200 dróides de batalha para operar, com uma capacidade de armazenamento de até 150.000 dróides de batalha adicionais para ações de abordagem ou ataques terrestres. Em batalha, os armamentos dessas fragatas as tornam grosseiramente superadas para seu tamanho. Cada um está armado com dois para a frente pesados turbolaser canhões que a plena potência pode explodir-derreter um gelo-moon 1,000 km (620 mi) de diâmetro; dois canhões de íons de longo alcance; 26 canhões turbolaser gêmeos; 20 torres turbolaser leves; e 38 canhões laser de defesa pontual.

### Destroyer de Apoio da Guilda Comercial (Recusant -classLight Destroyer)
Essas espaçonaves fizeram sua aparição teatral em A Vingança dos Sith, além de outras mídias relacionadas à Guerra dos Clones, como uma nave capital usada pelas forças Separatistas. Tal como acontece com outras espaçonaves Separatistas, o design desses destruidores foi baseado na arte conceitual não utilizada para as naves capitais Rebeldes de O Retorno dos Jedi.
Esses navios medem 1,187 m (3,894 ft) comprimento, 157 m (515 ft) largura e 163 m (535 ft) altura. Porque eles são controlados principalmente através do cérebro de dróide, eles requerem uma tripulação de apenas 300 dróides de batalha para operar, com espaço de armazenamento para um adicional de 40.000 dróides de batalha. Seu armamento diversificado inclui um canhão turbolaser pesado de proa, 4 canhões turbolaser pesados, 6 torres turbolaser pesadas, 5 canhões turbolaser, 30 canhões de laser duplo, 12 canhões de laser duplo de luz e 60 canhões de laser de luz de defesa de ponto. No entanto, sua eficácia na batalha vem de um número esmagador, já que entre quatro a seis naves da classe Recusant são necessárias para vencer um Venator Star Destroyer . Sua única verdadeira fraqueza é a natureza obstinada de seu cérebro andróide, embora a falta de autopreservação signifique que eles não estão acima de deliberadamente abalroar seu alvo para destruí-lo.

### Mão invisível(transportador / destruidor classeProvidence)
O carro-chefe do General Grievous em A Vingança dos Sith é a Mão Invisível, aparecendo na batalha espacial de abertura do filme acima do planeta Coruscant . Com o Supremo Chanceler Palpatine ( Ian McDiarmid ) mantido prisioneiro a bordo do navio, os Cavaleiros Jedi Obi-Wan Kenobi ( Ewan McGregor ) e Anakin Skywalker ( Hayden Christensen ) lançam uma missão de resgate para salvá-lo, embarcando no navio onde eles confrontam e derrotam o Conde Dooku. ( Christopher Lee ). Com a Mão Invisível aleijada na batalha, o General Grievous foge a bordo de um pod de fuga enquanto os heróis o conduzem com sucesso para um pouso de emergência no planeta abaixo.
George Lucas teve uma participação pessoal no projeto do navio, incluindo a adição da torre elevada na qual Obi-Wan, Anakin e o Conde Dooku têm seu duelo. A torre levantada também ajudou a diferenciar a nave de comando das outras naves capitais sobre Coruscant. Embora a nave fosse completamente CGI, ao contrário das naves modeladas de forma semelhante para o filme, ela precisava de um interior complexo que fosse totalmente mapeado para as várias cenas que acontecem durante o filme. Depois que as plantas baixas foram aprovadas, elas foram construídas como CG e salas reais, com vários cenários de grande escala para os atores atuarem. Mais conjuntos de salas a bordo do navio foram construídos do que os vistos no filme final; várias "escapadas do tipo serial" foram cortadas do lançamento final. Outros conjuntos, construídos dentro de um suporte que poderia girá-los, foram usados para representar o colapso da embarcação.
A Mão Invisível é descrita de acordo com referências dentro do universo como um transportador / destruidor da classe Providence, uma classificação que representa os papéis de duelo do couraçado na dominação planetária. Fabricado pela Free Dac Volunteers Engineering Corps, a embarcação tem 1,088 m (3,570 ft) comprimento, 198 m (650 ft) largura e 347 m (1,138 ft) altura. Dado seu tamanho, a Mão Invisível pode armazenar até 1,5 milhão de andróides de batalha, mas requer apenas uma tripulação de 600 para operar. A Mão Invisível pode causar danos tremendos com 14 canhões turbolaser , cada um dos quais com potência máxima é equivalente a um terremoto de magnitude 10 ; 2 canhões de íons pesados; 34 canhões de laser duplo; 12 canhões de íon de defesa de ponto e 102 lançadores de torpedo de prótons. Seus hangares foram amplamente modificados a partir de outras embarcações da classe Providence, permitindo que o encouraçado carregue 120 caças (uma mistura de dróides Vulture e Tri-fighters ), 160 MTTs e 280 outros veículos terrestres, incluindo AATs, dróides Hailfire e dróides aranha Homing . Os navios da classe Providence são equipados com uma torre de sensor superior principal e um pod de sensor ventral secundário, mas na Mão Invisível o pod de comunicação / sensor principal é reformado em um santuário elevado para o Conde Dooku, do qual ele transmite propaganda espiritual para se dividir a galáxia.

### Neimoidian Shuttle (transporte de transporte da classeSheathipede)
As naves Neimoidian aparecem pela primeira vez em A Ameaça Fantasma e são vistas ao longo da trilogia prequela e da série de televisão Clone Wars. Seu projeto é baseado em uma nave de desembarque da Federação do Comércio, virada verticalmente e alterada para ser mais insetoide e menos simétrica. Eles também são usados por outros líderes separatistas, como Nuvo Vindi e Wat Tambor. A tradição de Guerra nas Estrelas se refere a essas embarcações como lançadeiras de transporte da classe Sheathipede, construídas por espécies parecidas com insetos Charrian, especialmente populares entre os Neimoidianos, mas usadas por muitos mundos associados à causa Separatista. Destinado a missões diplomáticas de curto alcance, estes 20 m (66 ft) ônibus de longa distância apresentam poderosos sistemas de comunicação e são desarmados, mas podem ser modificados para combate. Alguns também incorporam um piloto automático, permitindo um compartimento de passageiros mais amplo.

### República Navio de assalto(Acclamatorde classe navio de assalto)
República navios de assalto do Acclamator de classe aparecem pela primeira vez em O Ataque dos Clones . Esses navios, originalmente chamados de "transportes de tropas Jedi", demonstram uma conexão com os Destroyers Estelares da trilogia original através de seus cascos triangulares. De acordo com o material de referência de Star Wars, essas naves de assalto foram construídas pela Rothana Heavy Engineering para servir como transporte de tropas principal da República no início das Guerras Clônicas, com um papel ofensivo secundário em batalhas espaciais. Sua construção secreta foi iniciada por Darth Sidious ( Ian McDiarmid ) sob falsas ordens do Alto Conselho Jedi como parte de seu plano para assumir o controle da galáxia.
Os navios de assalto da República medem 752 m (2,467 ft) comprimento, 460 m (1,510 ft) largura e 183 m (600 ft) em profundidade. Com uma tripulação de 700, eles podem transportar até 16.000 soldados clones e pessoal de apoio, junto com veículos pesados, incluindo helicópteros LAAT , AT-TE walkers e artilharia SPHA. Ao contrário de muitos outros navios de Star Wars de tamanho semelhante, eles podem realizar pousos no solo e na água, permitindo-lhes implantar tropas e veículos diretamente para a batalha. Seu armamento inclui 12 torres turbolaser quad, 24 canhões de laser e 4 lançadores de mísseis / torpedos estratégicos pesados. Esse armamento permite que eles conduzam uma série de bombardeios orbitais, desde ataques cirúrgicos em apoio às forças terrestres até bombardeios de frotas "Base Delta Zero" que derretem a crosta superior da superfície de um planeta.

### Cruzador de Ataque da República (Destruidor Estelar classeVenator)
Os cruzadores de ataque da República, formalmente conhecidos como Star Destroyers da classe Venator, fizeram sua primeira aparição teatral na batalha espacial de A Vingança dos Sith e apareceram em toda a franquia Star Wars. Descritos no universo como grandes e poderosos navios de guerra da Marinha da República, os cruzadores de ataque são 1,137 m (3,730 ft) comprimento com uma tripulação de 7.400 e poderosamente armado com oito torres turbolaser duplas pesadas, duas torres turbolaser duplas médias, cinquenta e dois canhões de laser de defesa de ponto, quatro lançadores de torpedo de prótons pesados e seis projetores de raio trator . A 500 m (1,600 ft) -longo convés de vôo é construído diretamente na proa do navio com portas de proa, permitindo uma saída rápida para o complemento do navio de 420 caças estelares, quarenta navios LAAT e vinte e quatro AT-TEs . Após a vitória da República, esses cruzadores continuaram a servir sob o Império Galáctico .

### Encouraçado daFederação do Comércio (encouraçado da classe Lucrehulk)
Os navios de guerra da classe Lucrehulk da Federação do Comércio aparecem na trilogia Prequel e em várias outras mídias de Guerra nas Estrelas. Lucas defendeu que esses navios tivessem uma aparência de "disco", com frente e traseira distintas, conseguida colocando os motores de um lado do navio e as antenas e baias de atracação do outro.
Em A Ameaça Fantasma, uma frota dessas naves impõe um bloqueio ao planeta Naboo, uma das quais (identificada no material de fundo como Vuutun Palaa ) serve como a Nave de Controle Droid no centro da batalha climática do filme. Para capturar a destruição da Nave de Controle Droid, um modelo em escala 1/800 foi criado e ampliado usando material pirotécnico especialmente projetado para simular uma explosão massiva crível e filmado a 340 quadros por segundo para obter quadros suficientes para o corte. Um segundo modelo em escala do hangar da nave foi criado e mapeado para a cena onde Anakin Skywalker ( Jake Lloyd ) acidentalmente voa com seu caça estelar dentro da nave.
No universo, essas embarcações eram originalmente cargueiros de carga LH-3210 da classe Lucrehulk fabricados pela Hoersch-Kessel Drive Inc. que a Federação do Comércio secretamente modificou em navios de guerra para aumentar suas forças armadas. Em 3,170 m (10,400 ft) de diâmetro, cada navio de guerra enorme pode transportar um exército inteiro: 6.250 tanques de assalto blindados, 550 transportes multi-tropa, 1.500 porta-tropas, 50 C-9979 Landing Craft, 1.500 Droide Vulture  e mais de 329.000 B1 Droides de Batalha . A tripulação é igualmente grande, com 60 supervisores, 3.000 dróides e 200.000 dróides de manutenção. Para destruir os caças inimigos que tentam atacar seus transportes, cada navio de guerra convertido é equipado com 42 posições de laser quad em suportes rotativos para esconder a natureza militar dos navios. Ao mesmo tempo em que ajuda a ocultar o crescimento militar das Federações Comerciais, a cobertura limitada dessas armas deixa pontos cegos significativos vulneráveis a ataques. Um pequeno número desses navios de guerra foram modificados posteriormente como Naves de controle Droid e apresentavam comunicações adicionais e sistemas de computador para operar os exércitos droides da Federação do Comércio; destruir uma nave de controle Droid desabilitaria todos os dróides sob seu comando.
Durante as Guerras Clônicas, muitos cargueiros da classe Lucrehulk foram mais extensivamente adaptados para aumentar seu armamento sobre o que foi transportado durante a Batalha de Naboo . Esses navios de guerra separatistas tinham 185 baterias de laser quad, 520 canhões de laser de assalto e 51 turbolasers. No entanto, pontos cegos permaneceram na cobertura do armamento, o que deixou ângulos vulneráveis que os navios da República poderiam explorar.

## Nave espacial aparecendo em outras mídias deStar Wars

### Fantasma (cargueiro leve VCX-100)
O Ghost é um cargueiro leve VCX-100 modificado, fabricado pela Corellian Engineering Corporation, aparecendo na série de televisão Star Wars Rebels. Pertencente e pilotada pela talentosa Twi'lek, Hera Syndulla (dublada por Vanessa Marshall ), ela serve como "base" para um pequeno bando de rebeldes Lothal durante a Era do Império. Nomeada por sua capacidade de viajar pelos sensores imperiais sem ser detectada em inúmeras missões e escaramuças, a nave incluía muitas surpresas ocultas que ajudaram a tripulação em sua luta contra o Império. Entre seus muitos recursos estava uma torre de canhão a laser dorsal de 360 graus
O Fantasma faz uma aparição especial em Rogue One perto do Grande Templo de Massassi em Yavin IV. Sua capitã, Hera Syndulla, é brevemente mencionada no filme, e seu andróide reparador, Chopper, faz uma breve aparição dentro do Templo.
Han Solo finge possuir uma nave espacial do mesmo modelo em Solo: A Star Wars Story, durante o jogo Sabacc em que conheceu Lando Calrissian .

### Corveta Hammerhead (corveta classeSphyrna)
A corveta Hammerhead é uma classe de nave que apareceu originalmente no videogame Star Wars: Knights of the Old Republic e teve um papel de destaque em Rogue One: A Star Wars Story durante a batalha espacial final, quando uma dessas naves abalroou um deficiente Imperial Star Destroyer em outro. Seu design CGI foi propositalmente feito para evocar o Tantive IV do filme Star Wars original. A origem no universo das corvetas Hammerhead, formalmente conhecidas como corvetas da classe Sphyrna, é que elas são uma linha ancestral de navios construídos pela Corellian Engineering Corporation. Confiáveis e adaptáveis, essas corvetas são 116.7 m (383 ft) comprimento e armado com dois canhões laser duplo dianteiro e um traseiro, mas pode ser modificado com motores sublight adicionais e módulos adicionais. Eles são usados pela Aliança Rebelde em muitas funções diferentes: navios de reconhecimento, rebocadores, transportes e até navios de guerra.
Rhett Allain, um professor associado de física na Southeastern Louisiana University, estimou em um artigo de 2017 para a Wired que os motores do Hammerhead em Rogue One teriam que gerar 2×1011 (ou 200 bilhões ) Newtons de força para empurrar o Star Destroyer: 6.000 vezes a quantidade de força de empuxo gerada por um foguete Saturno V.

### Profundidade(cruzador Mon Calamari)
A Profundidade aparece pela primeira vez em Rogue One: Uma Historia Star Wars , liderando o ataque da frota rebelde a Scarif sob o comando do almirante Raddus . É identificado nas fontes de Star Wars como um cruzador estelar MC75 modificado, uma classe de edifícios Mon Calamari e navios de exploração que foram reaproveitados para a guerra. A Profundidade em si era a antiga torre de Governança Cívica da cidade de Nystullum durante o êxodo dos Mon Calamari de seu mundo natal. Em 1,204 m (3,950 ft) comprimento, o Profundity tem uma tripulação de 3.225 e está fortemente armado com doze canhões turbolaser, quatro canhões de íons, vinte canhões de laser de defesa de ponto, doze lançadores de torpedo de prótons e seis projetores de raio trator .